# Майоровский сельский совет (Кролевецкий район)
Майоровский сельский совет (укр. Майорівська сільська рада) — входит в состав
Кролевецкого района
Сумской области
Украины.
Административный центр сельского совета находится в 
с. Майоровка
.

## Населённые пункты совета
- с. Майоровка